# Métronome
Pour les articles homonymes, voir Métronome (homonymie).

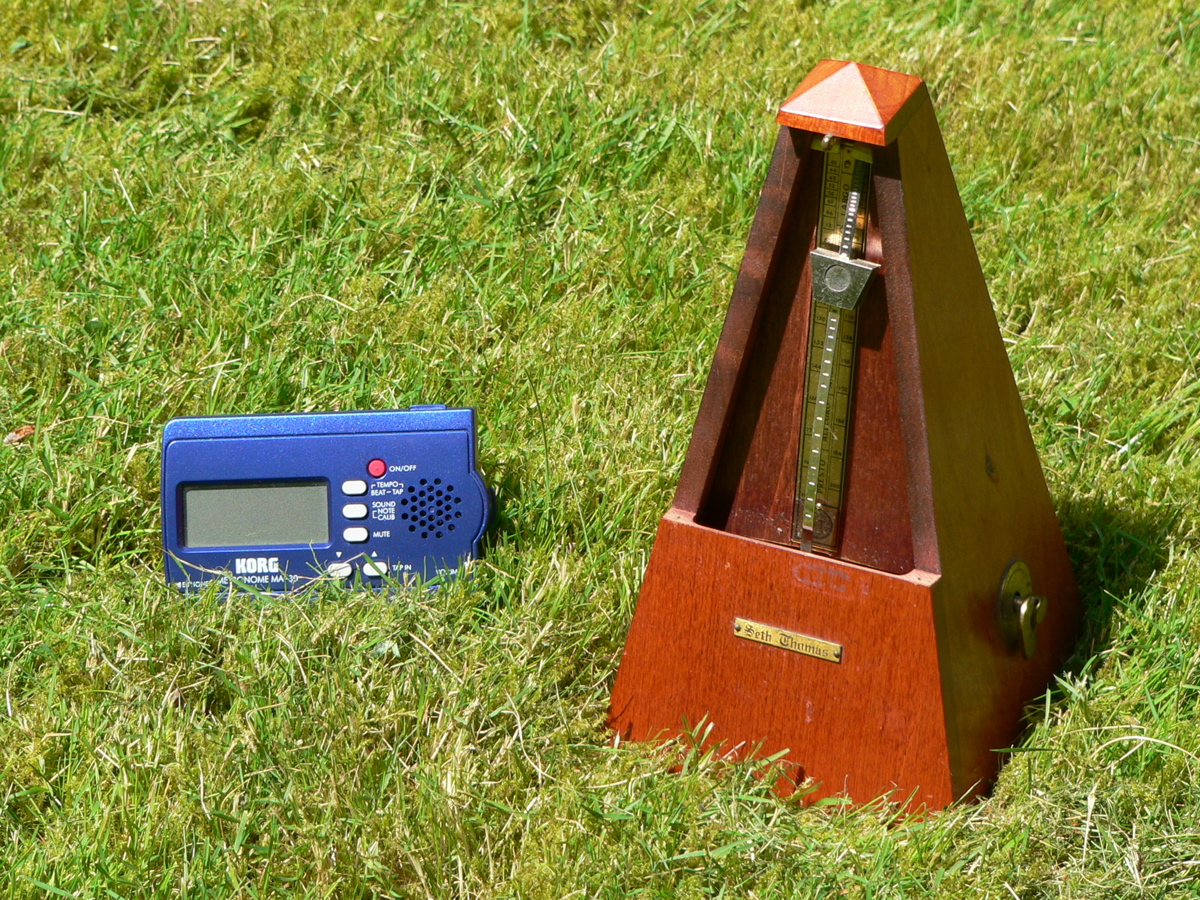
Photo montrant un métronome électronique simple et un métronome mécanique à ressort.

Un métronome est un instrument donnant un signal audible permettant d'indiquer un tempo, vitesse à laquelle doit être jouée une musique. Il est surtout utilisé dans l'étude d'une partition, la mise en place d'une interprétation ou la recherche du minutage d'une œuvre musicale.

## Histoire

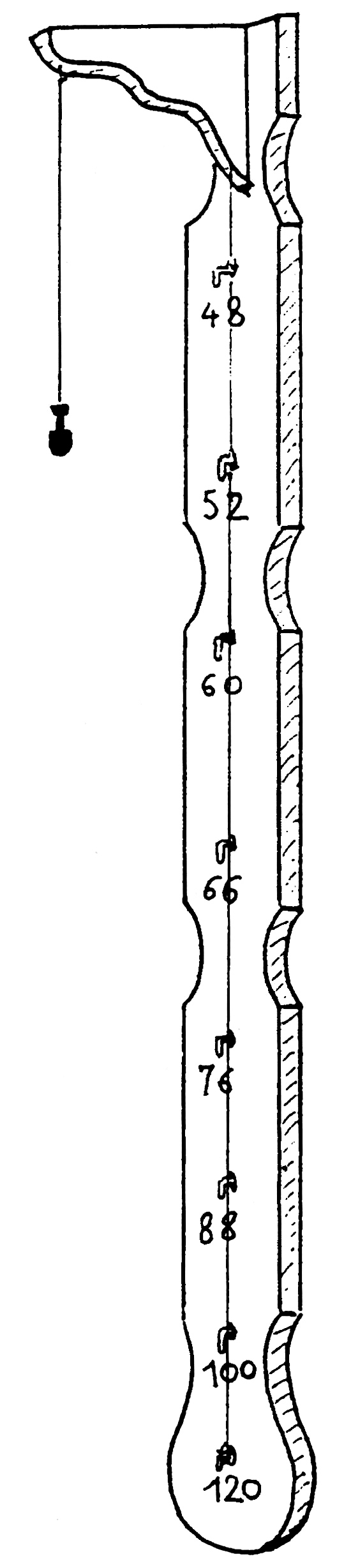
Métronome à battements muets d'Étienne Loulié.

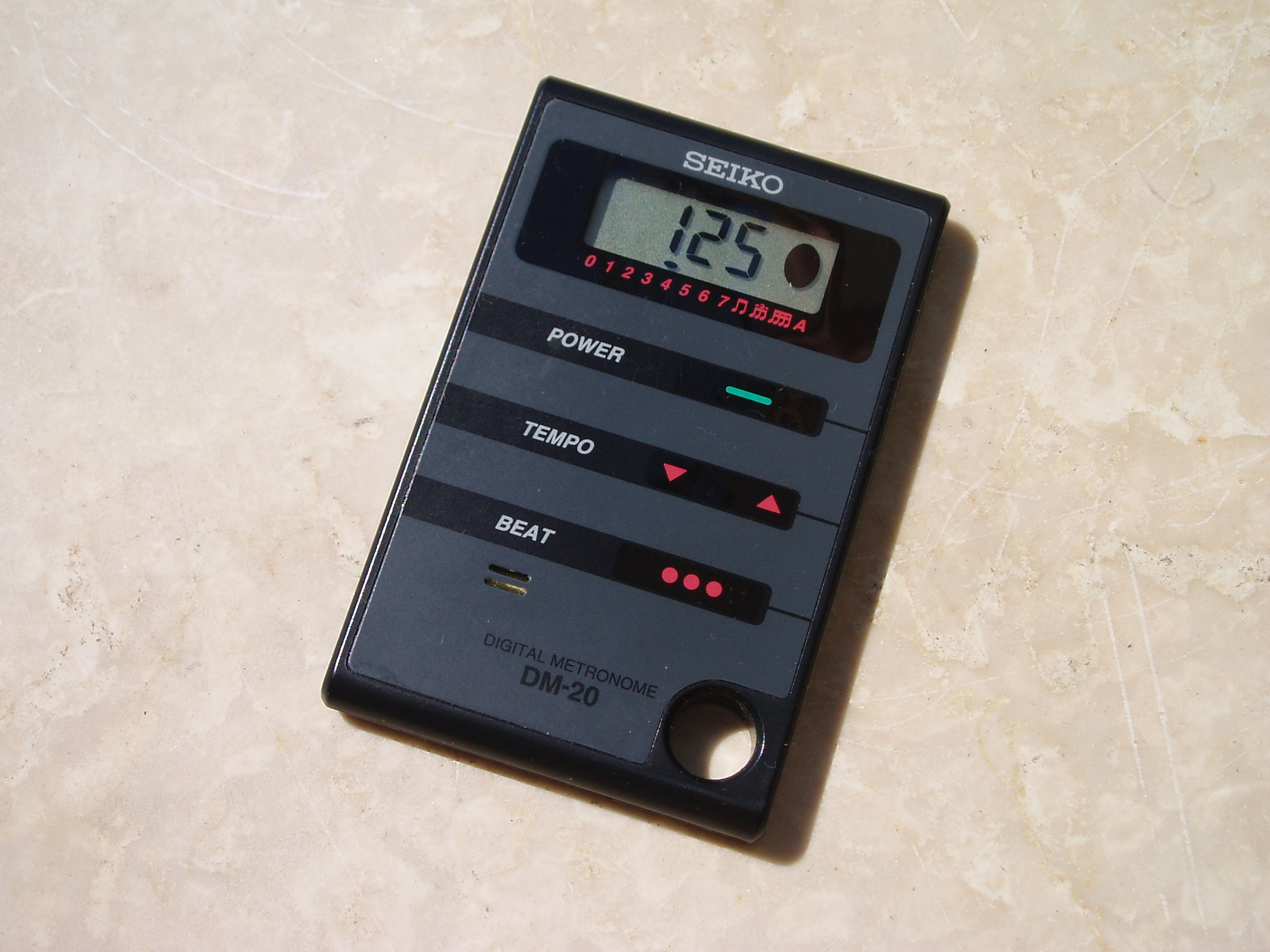
Photo d'un métronome format carte de crédit.

Partant du principe qu'un fil lesté se balance par mouvements approximativement isochrones (leur durée ne dépend pas de l'amplitude du mouvement), puis remarquant que les oscillations dépendent de la longueur du fil (plus court = plus rapide, plus long = plus lent), en 1696, Étienne Loulié (v.1637-1702) met au point son chronomètre, le premier métronome gradué, d'une hauteur de deux mètres et aux battements muets (voir image ci-contre). Pendant quelques secondes, le balancement d'un poids fixé à un fil d'une longueur définie se fait toujours à la même vitesse. Pour prendre la pulsation avec précision sur ces appareils visuels, il faut percevoir le moment où le fil est exactement à la verticale et non sur les élongations maximales droites et gauches qui, par définition, sont variables, en constante diminution.
Inventé à Amsterdam en 1812 par l'horloger hollandais Dietrich Nikolaus Winkel (vers 1780-1826), le métronome traditionnel à pulsation audible fut breveté en 1816 par l'Allemand Johann Nepomuk Mælzel. Il est constitué d'un mouvement d'horlogerie à échappement muni d'un balancier gradué dont les battements (c'est-à-dire les pulsations) déterminent des durées égales (c'est-à-dire les temps), un contrepoids mobile coulissant sur le balancier permettant de modifier la vitesse (c'est-à-dire le tempo). Chaque graduation indique une subdivision de la minute. Par exemple, 60 signifie soixante pulsations par minute, soit une oscillation par seconde ; 120 = cent-vingt pulsations par minute, soit deux oscillations par seconde, etc.
Les instrumentistes et chefs d'orchestre lui préfèrent au XXIe siècle les métronomes électroniques apparus au cours de la deuxième moitié du XXe siècle et dont il existe un grand nombre de modèles plus ou moins perfectionnés, moins encombrants, plus précis et surtout plus fiables. Certaines applications sur des smartphones permettent de transformer son téléphone mobile en métronome et d'inverser l'information : en frappant deux pulsations sur l'écran, le tempo (nombre de battements par minute) est directement affiché.
En 1962, le compositeur hongrois György Ligeti en fait un instrument dans Poème symphonique pour 100 métronomes.

## Usages
Dans l'apprentissage d'un morceau de musique, une progression métronomique permet d'atteindre peu à peu un tempo demandé et de parfaire sa technique instrumentale ou vocale. Elle consiste sur plusieurs jours (voire semaines ou mois… ou même années) à jouer avec le métronome une difficulté technique en commençant dans un tempo lent que l'on monte graduellement pour l'amener à ses limites de perfection. C'est l'une des activités de base de tout instrumentiste: le métronome sert à garder le tempo et jouer le morceau à la vitesse demandée.

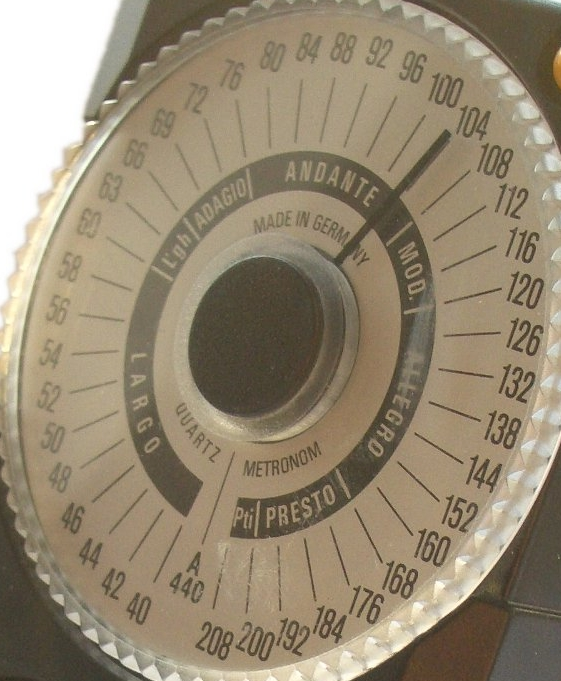
Graduation d'un métronome moderne.

Sur une partition, l'indication métronomique suit généralement l'indication de mouvement (Adagio, Andante, Allegro, Presto… ) et est composée d'une figure de note souvent miniature et d'un nombre, séparés par le signe égal (=) : la figure indique l'unité de temps (noire, blanche, croche, etc) et le nombre correspond à la graduation, généralement entre 40 et 208 pulsations par minute.
Pour calculer le minutage d'une partition, il suffit de compter le nombre de mesures, le multiplier par le nombre de temps par mesure et diviser par le tempo métronomique indiqué, on obtient la durée en minutes du morceau. Par exemple, le Boléro de Maurice Ravel contient 340 mesures à 3 temps, soit 1 020 temps :
- s'il est joué à la noire = 60 (un temps = une seconde), il durera 1 020 secondes, soit exactement dix-sept minutes (1020 ÷ 60 = 17) ;
- s'il est joué à la noire = 72 comme demandé sur la partition, il durera (1020 × 60 ÷ 72) = 850 secondes, soit 14 minutes et 10 secondes.

## Termes italiens et tempi
| Nom                  | Indication         | Pulsations par minute |
| -------------------- | ------------------ | --------------------- |
| Grave                | très lent          | inférieur à 40        |
| Largo / Larghetto    | large              | 40 - 60               |
| Lento / Adagio       | lent, à l'aise     | 60 - 80               |
| Andante / Andantino  | en marchant        | 80 - 108              |
| Moderato             | modérément         | 108 - 120             |
| Allegretto / Allegro | rapide             | 120 - 168             |
| Presto               | très rapide        | 168 - 200             |
| Prestissimo          | extrêmement rapide | 200 - 208             |

## Le métronome comme instrument
György Ligeti a composé en 1962 un poème symphonique pour 100 métronomes.